# Notolomatia nigrescens
Notolomatia nigrescens är en tvåvingeart som först beskrevs av Ricardo 1901.  Notolomatia nigrescens ingår i släktet Notolomatia och familjen svävflugor. Inga underarter finns listade i Catalogue of Life.